# Thalotia polysarchosa
Thalotia polysarchosa is een slakkensoort uit de familie van de Trochidae. De wetenschappelijke naam van de soort is voor het eerst geldig gepubliceerd in 2012 door Vilvens.